# Ліндон
Ліндон (синд. Lindon — «край музики») — у легендаріумі Дж. Р. Р. Толкіна географічна область на заході Середзем'я, що залишилась від краю Белеріанд після його затоплення внаслідок Війни Гніву, та однойменне ельфійське королівство, розташоване в ній. Зі сходу Ліндон від Еріадору відділяли Сині гори (Еред-Луїн), де ще з Першої Епохи жили гноми.

## Географія

Форіндон та Харліндон на мапі Середзем'я

У Першу Епоху північна частина краю — Форліндон відносилась до області Таргеліон, а південна — Харліндон належала до Оссіріанду (Семиріччя). Розташований у Східному Белеріанді, Ліндон знаходився далеко від моря в глибині континенту.
Битва валарів і Моргота відома як Війна Гніву призвела до великих руйнувань континентів і переважаюча частина Белеріанду пішла під воду (межа затоплення пройшла вздовж лівого берега річки Геліон). Внаслідок цього землі Ліндона опинились на березі Великого Моря (Белегаер), по середині між ними утворилась велика розколина, що пройшла крізь центральну частину Синіх гір (Еред-Луін). У неї потекли води річки Лун (Синя), що змінила русло і тому нову затоку назвали Лунською.             
Більша частина ельдарів Белеріанду, що не захотіли повертатись за море, осіла у Ліндоні. Королем Ліндону став Гіл-Галад.
Північна частина — Форліндон була вкрита лісами, з Синіх гір тут витікала річка, що впадала в Лунську затоку. Південна частина краю — Харліндон була переважно степовою.
Також до Ліндону належали острови біля західного узбережжя - Гімрінг (вершина однойменного пагорба в Таргеліоні) та Тол-Фуін (Острів Ночі - залишок нагір'я Таур-ну-Фуін) 

### Міста Ліндону

#### Мітлонд або Сірі Гавані

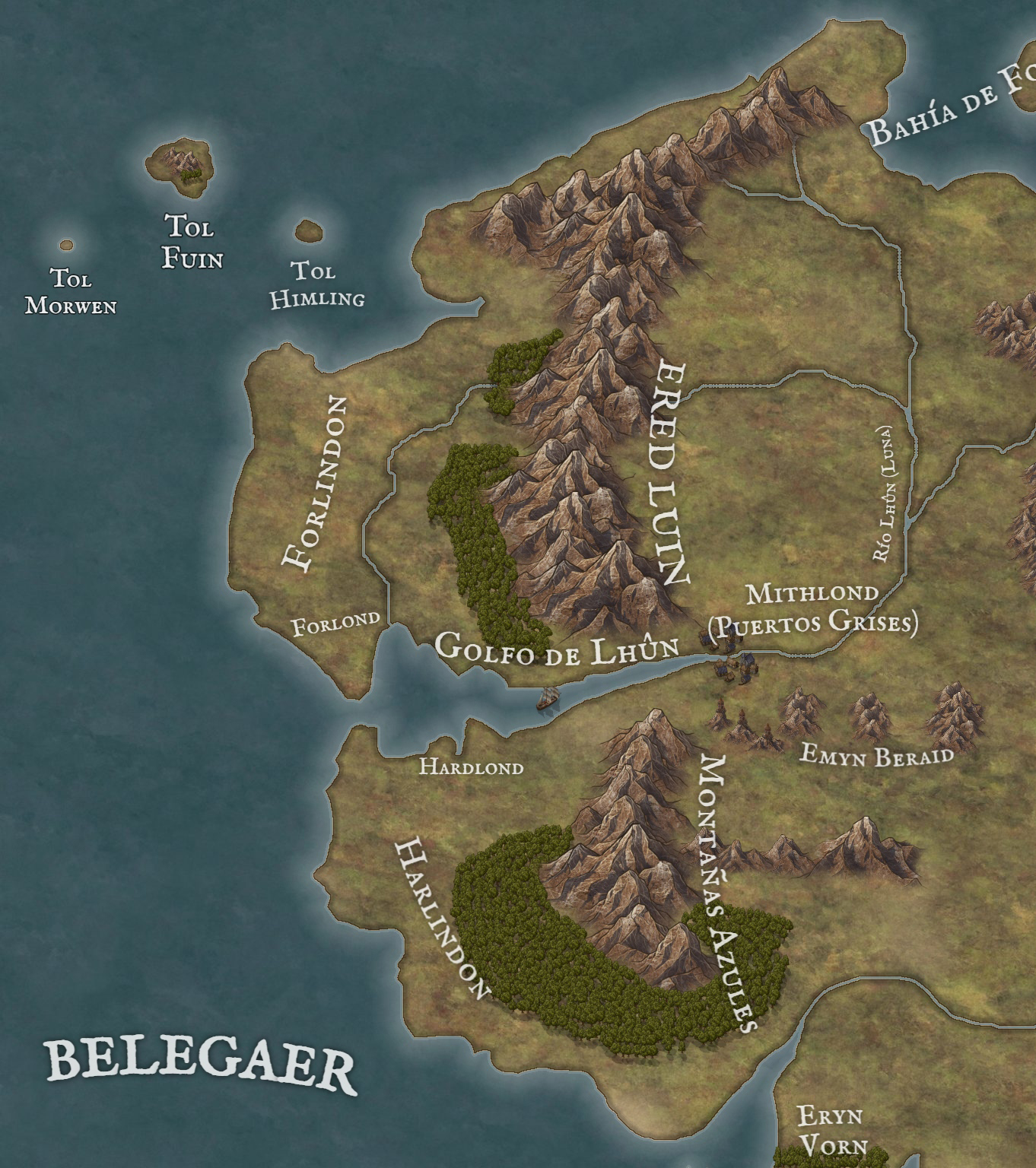
Форлонд, Гарлонд і Мітлонд (Сірі Гавані) на мапі Ліндону

Столиця країни і найбільший порт на заході Середзем'я. Звідси в Безсмертні Землі Аману і Тол-Ересеа відпливали кораблі з ельфами, що втомились від життя в Середзем'ї. Мітлонд був розташований в гирлі Лун по обидва боки затоки. Правив містом Кірден Корабельник — найстарший з ельфів і останній з тих що пробудились у Куівіенені в епоху Дерев Валар.                       

#### Форлонд
У перекладі з синдаріну означає північна гавань. Порт на північному березі Лунської затоки. У часи Гіл-Галада Форлонд був столицею королівства. Переважну більшість населення складали нолдори.

#### Гарлонд
У перекладі з синдаріну означає південна гавань. Порт на південному березі Лунської затоки. В ньому тривалий час жив Келеборн з Доріату, що був васалом Гіл-Галада. Більшість містян належали до синдар-фалатрімів.

## Історія
Мітлонд і Ліндон були створені у 1 рік Другої епохи. Як уже зазначалося, в Ліндоні осіла більшість ельфів Белеріанду, що залишились у Середзем'ї - решта перейшли Сині гори і оселились в Ерегіоні, Великому Зеленоліссі та  Ліндорінанді, заснувавши там свої королівства і змішавшись з лісовими ельфами Зеленолісся та Ліндорінанду.
Саурон після Війни Гніву  попервах щиро розкаявся, але до Аману не повернувся.  Побачивши покинутість світу, Саурон  подумки відзначив, що валари залишили Середзем'я  і вирішив заволодіти континентом. Однак він тривалий час приховував свої справжні цілі потайки, мандруючи ельфійськими королівствами і  пропонуючи ельдарам свої вміння в майстерності та магії з метою "перетворення Середзем'я на квітучий сад".  Проте Гіл-Галад та Елронд Напівельф, що жив тоді у Ліндоні,  не повірили  Сауронові і не пустили його до свого королівства. Натомість у Ерегіоні Саурон був щиро прийнятий Келебрімбором та іншими ельфами  з Дому Ковалів ( Гвайт-і-Мірдайн), що згодились стати його учнями.  
У  725 році Другої Епохи нуменорський моряк Веантур зі своїм онуком  принцом Алдаріоном (син Алмаріон, дочки Веантура дружини короля Тар-Менельдура)  прибув у Мітлонд. Алдаріон потоваришував з Кірденом Корабельником і Гіл-Галадом, ставши королем Тар-Алдаріоном, підтримував дружні зв'язки Нуменору з Ліндоном.   
Близько 1500 р. під керівництвом Саурона ковалі Ерегіону починають кувати персні влади. Близько 1590 було викуто три ельфійські персні. Тим часом, Саурон у Мордорі  викував Перстень Влади і проголосив закляття, котре почули ельфи Ерегіону і зрозуміли, що були зраджені. Вони заховали Три Персні, відмовившись віддати їх Сауронові, що став вимагати всі Персні Сили.  
У 1693 р. Д. Е. між Мордором та ельфами Ерегіону і Ліндону  розпочалась війна.  У 1697 р. сауронові армади розорили Ерегіон і Келебрімбор загинув, Елронд заснував таємне поселення в Імладрисі біля підніжжя Імлистих гір і тримав оборону до кінця війни.  У 1699 р.  вони захопили майже весь Еріадор  і підійшли до Синіх гір, загрожуючи прорватись у Ліндон. Гіл-Галад звернувся по допомогу до нуменорського короля Тар-Мінастіра, що надіслав на  військо на чолі з адміралом Кірьятуром. Зазнавши великих втрат  у битві  Сарн-Форді, союзники розбили Сауронові війська в битві при Гватло, а Темний Володар ледве зміг утекти й дістатись до Мордору.   
Після затемнення і загибелі Нуменору в 3319 р. Д. Е.  кораблі Еленділа  дістались Лунської затоки. В Еріадорі Еленділ засновує Північне королівство Арнор, а його сини - Південне королівство Гондор  у гирлі Андуіна.   
В 3429 р. Саурон починає війну проти синів Еленділа, захопивши Мінас-Ітіль. У 3430 р. Еленділ, його сини, Елронд та Гіл-Галад укладають союз, що увійшов в історію під назвою Останній. У 3441 р. при облозі Барад-Дура  Саурон вийшов на поєдинок з Еленділом та Гіл-Галадом і убив їх, але й сам був повалений  сином Еленділа Ісілдуром. Із його падінням завершилась Друга епоха.   

Гіл-Галад був останнім верховним королем нолдорів, після його загибелі Елронд Напівельф відмовився приймати титул. Ліндоном став управляти Кірден Корабельник, котрому Келебрімбор віддав Нар'ю - адамантовий перстень вогню. Втім, Кірден передав перстень одному з істарі Мітрандіру.   
- Візьми - бо нині цей Перстень, - мовив він, - адже тобі випали труди і турботи, а він підтримуватиме тебе в усьому та захищатиме від утоми. Це - Перстень Вогню, і  з його допомогою тобі, можливо, вдасться у світі, що холоне, знову запалити серця давньою відвагою. Що ж до мене, то моє серце належить Морю, і я житиму біля сірих берегів, охороняючи Гавані, аж доки відпливе останній корабель.
У 1974 р. Третьої Епохи в Ліндон відступили залишки артедайнського війська з синами Арведуі. В Мітлонд прибув гондорський флот  генерала Еарніла. Разом з гондорцями та арнорцями ельфи Ліндону розбили війська ангмарського Короля-Чаклуна і вигнали його з Еріадора.    
Після цього вплив королівства Ліндон у Середзем'ї згасає, оскільки його населення поволі зменшувалось, відпливаючи на Захід, через нове посилення Темних Сил. Після падіння Саурона, коли три ельфійські персні втратили свою силу, більшість ельфійських владик відплили за море і населення Ліндону стрімко зменшувалось до останнього корабля на якому відплив Кірден.      